# Edwin Percy Whipple

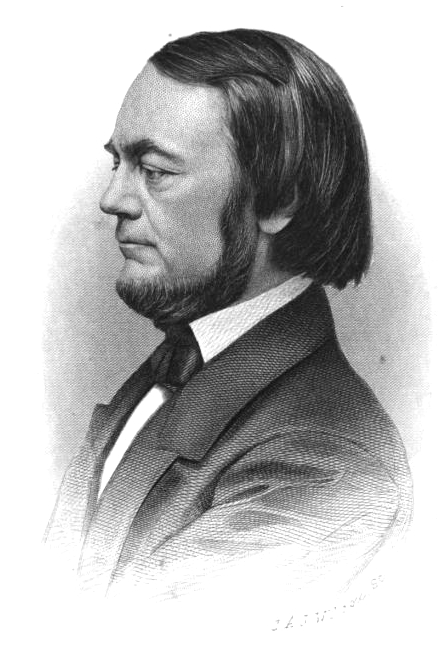
Edwin Percy Whipple.

Edwin Percy Whipple, född den 8 mars 1819 i Gloucester, Massachusetts, död den 16 juni 1886 i Boston, var en amerikansk essayförfattare.
Whipple uppträdde som föreläsare i litterära ämnen. "Hans kritiska studier utmärkas för skarpsynt uppfattning samt en af anekdoter och epigrammatisk kvickhet upplifvad framställning", heter det i Nordisk familjebok. Bland hans arbeten kan framhållas Essay on Macaulay (1843), Essays and reviews (2 band, 1848-49), Literature and life (1849, flera upplagor), Character and characteristic men (1866), Success and its conditions (1871) samt hans främsta verk, The literature of the age of Elizabeth (1869; ny upplaga 1876).